# Shelleys buulbuul
Shelleys buulbuul (Arizelocichla masukuensis; synoniem: Andropadus masukuensis) is een zangvogel uit de familie Pycnonotidae (buulbuuls). De Nederlandse naam verwijst naar de Engelse ornitholoog George Ernest Shelley die deze vogel in 1897 wetenschappelijk heeft beschreven.

## Verspreiding en leefgebied
Deze soort komt voor in oostelijk-centraal Afrika en telt twee ondersoorten:
- A. m. roehli: noordoostelijk Tanzania.
- A. m. masukuensis: zuidwestelijk Tanzania en noordelijk Malawi.

## Status
De grootte van de populatie is niet gekwantificeerd maar de soort wordt omschreven als vrij algemeen tot plaatselijk zeer algemeen. Op de Rode lijst van de IUCN heeft deze soort de status niet bedreigd.